# FM Nonsina
FM Nonsina est une station de radio généraliste privée, située au quartier Kpébéra dans la commune de Bembéréké, département du Borgou. Créée le 25 juin 1999, elle diffuse ses programmes sur la fréquence 90.8 MHz en bande FM

## Histoire
La radio FM Nonsina a été mise en ondes à partir du 25 juin 1999 depuis Bembéréké, une commune du Bénin située dans le département du Borgou. Le mardi 15 décembre 2020, Karim Debourou à la tête du conseil d'administration de la chaîne, renouvelle la convention avec la Haute Autorité de l’Audiovisuel et de la Communication (HAAC).

## Diffusion
Les programmes de FM Nonsina sont diffusés en bande FM sur la fréquence 90.8 MHz à Bembéréké et 97.3 MHz à Beroubouay dans le Nord du Bénin. Elle diffuse également des divertissements et des informations locales sur certaines plateformes de streaming,.

## Émission
Nonsina FM dispose de plusieurs émissions dont essentiellement le journal en français. Il y a aussi des émissions comme:
- Le réveil matinal en Bariba
- Appel sur la causerie 
- Débat du dimanche